# Vitalis Norström
Pour les articles homonymes, voir Norström.
Vitalis Norström est un philosophe et professeur suédois né le 29 janvier 1856 à Åmål et mort le 29 novembre 1916 à Alingsås.
Politiquement conservateur, Norström est influencé par Boström (sv), Burman (sv), Kant et Fichte. Il s'oppose à Spencer, Key, à la culture de masse et au socialisme.
Il entre à l'Académie suédoise en 1907.